# Langtandkoekjessnijder
De langtandkoekjessnijder (Isistius plutodus) is een vis uit de familie van valse doornhaaien (Dalatiidae) en behoort derhalve tot de orde van doornhaaiachtigen (Squaliformes). De vis kan een lengte bereiken van 42 centimeter.

## Leefomgeving
De langtandkoekjessnijder is een zoutwatervis. De vis prefereert een subtropisch klimaat en komt voor in de Grote en Atlantische Oceaan.

## Relatie tot de mens
De langtandkoekjessnijder is voor de visserij van geen belang. In de hengelsport wordt er weinig op de vis gejaagd.